# Het pretpark
Het pretpark is het 22ste stripverhaal van Samson en Gert. De reeks werd getekend door striptekenaarsduo Wim Swerts & Jean-Pol. Danny Verbiest, Gert Verhulst en Hans Bourlon namen de scenario's voor hun rekening. De strips werden uitgegeven door Studio 100. Het stripalbum verscheen in 2000.

## Personages
In dit verhaal spelen de volgende personages mee:
- Samson
- Gert
- Alberto Vermicelli
- Burgemeester Modest
- Octaaf De Bolle
- Van Leemhuyzen
- De afgevaardigde van de minister
- Marie (enkel hand in de strip: Ezeltje, strek je)
- Boer Teun

## Verhalen
Het album bevat de volgende drie verhalen:
- Het pretpark
- Kunst
- Ezeltje, strek je

## Trivia
- Dit is het eerste stripboek waarin Van Leemhuyzen voorkomt. (In het verhaal: Kunst).
- De strip "Kunst" is een variant op de aflevering "Moderne kunst" uit 2000.
- De strip "Ezeltje, strek je" is een variant op de aflevering "Ezeltje-strek-je" uit 2000.